# 褚玠
褚玠（ちょ かい、529年 - 580年）は、南朝陳の文人、官僚。字は温理。本貫は河南郡陽翟県。

## 経歴
梁の太子舎人の褚蒙（褚炫の子の褚湮の子）の子として生まれた。9歳のときに父を失い、叔父の褚随に養育された。成長すると、容姿ふるまいが美しく、占いをよくし、博学で文章を得意とした。王府法曹を初任とし、外兵記室に転じた。陳の天嘉年間、通直散騎常侍を兼ね、北斉への使者に立った。帰国すると桂陽王陳伯謀の友となった。太子庶子・中書侍郎に転じた。
太建年間、汚職の横行していた山陰県を粛正するため、宣帝が蔡景歴に意見を求めると、蔡景歴は褚玠を推挙した。褚玠は戎昭将軍・山陰県令に任じられた。山陰県民の張次昀・王休達らと収賄に関わっていた官吏たちが大勢検挙され、罪状が糾明されて朝廷に報告された。このころ舎人の曹義達が宣帝の信任を受けていた。山陰県民の陳信が財産をたくわえ、曹義達にへつらい、陳信の父の陳顕文がその権勢をたのんで横暴をふるっていた。褚玠は陳顕文を捕らえさせ、鞭打ち100回の刑に処すると、山陰県の綱紀は粛然とした。陳信は後に曹義達を通じて褚玠を誣告し、このために褚玠は免官された。建康に帰ると、皇太子陳叔宝に文才を買われて、殿省に宿直するよう命じられた。太建10年（578年）、電威将軍・仁威淮南王長史に任じられた。ほどなく本官のまま東宮の記録をつかさどった。
太建12年（580年）、御史中丞に転じ、在官のまま死去した。享年は52。
至徳2年（584年）、秘書監の位を追贈された。生前に作った文章は200篇あまりが残された。
子に褚亮があった。

## 伝記資料
- 『陳書』巻34 列伝第28
- 『南史』巻28 列伝第18